# Viliam Sivek
Viliam Sivek (* 9. dubna 1946 Trnava) je generální ředitel rodinného podniku SIVEK HOTELS, majitel cestovní kanceláře, předseda Fóra cestovního ruchu ČR, čestný předseda Asociace cestovních kanceláří ČR (ACK ČR), a spoluzakladatel neziskové organizace Modré dveře, z.ú. Jeho synem je bývalý hokejista Michal Sivek.

## Biografie
Jako fyzická osoba podniká nepřetržitě od roku 1989, kdy založil firmu Euroagentur Praha. Dnes stojí v čele rodinného podniku SIVEK HOTELS a jeho cestovní kancelář, jež je držitelem značky Český systém kvality služeb, přiveze ročně do České republiky na 150 tisíc zahraničních klientů. Díky zkušenostem a kvalitní práci se SIVEK HOTELS stal oficiálním Incoming Travel Partnerem pro Mistrovství světa v ledním hokeji v roce 2015 pořádaném v Praze a Ostravě, stejně jako generálním partnerem Husovských slavnostní konaných při příležitosti 600. výročí upálení Mistra Jana Husa.
Viliam Sivek se věnuje i propagaci české kuchyně i v zahraničí a se svým Catering a Culinary týmem má více než bohaté zkušenosti se zabezpečením prestižních gastronomických akcí, a to jak ve vlastních gastronomických zařízeních, tak i ve významných a atraktivních prostorách, jako je například Španělský sál Pražského hradu. Členové jeho Culinary Teamu zabezpečovali např. „Český olympijský dům“ v době konání LOH v Pekingu či Dny české kuchyně v Rusku.
Viliam Sivek je spoluzakladatelem a současným předsedou správní rady neziskové organizace Modré dveře, z.ú.v Kostelci nad Černými lesy. Terapeutické centrum Modré dveře je nezisková organizace, která pomáhá lidem s psychickými obtížemi, lidem s duševním onemocněním, mentálním postižením, lidem v krizi a současně všem jejich rodinám poskytuje bio-psycho-sociální péči. Nezisková organizace Modré dveře je držitelem mnoha ocenění, včetně Národní ceny kvality České republiky za sociální odpovědnost.
Viliam Sivek v letech 2006 až 2011 zastával neplacenou funkci předsedy představenstva a prezidenta hokejového klubu HC Sparta Praha. Pod jeho vedením Sparta dvakrát vybojovala mistrovský titul v nejvyšší hokejové soutěži v Česku.
Vedle vlastního podnikání věnuje Viliam Sivek také mnoho času a energie ve prospěch ostatních podnikatelů a institucí v cestovním ruchu. Je předsedou Fóra cestovního ruchu České republiky, dlouholetým předsedou Asociace cestovních kanceláří České republiky, členem Kolegia ministryně MMR, člen Strategické rady CzechTourism, člen Akademické rady Vysoké školy obchodní a členem komisí v rámci Magistrátu hl. města Prahy.
Podporuje kvalitní poskytování služeb cestovního ruchu, dodržování platné legislativy, podílí se na kultivaci trhu a k tomu vede všechny členy jmenovaných organizací i odbornou veřejnost. Podává podněty a spolupracuje na úpravě legislativních podmínek cestovního ruchu. Nezištně předává své dlouholeté zkušenosti, podporuje dobré jméno cestovního ruchu České republiky a zvyšuje jeho úroveň. Usiluje, aby cestovní ruch byl na všech úrovních vnímán jako významné hospodářské odvětví. V jeho osobě se spojuje vnímavost jak vůči potřebám podnikatelů v cestovním ruchu, tak i těch, kteří pracují ve veřejném sektoru.

### Získaná ocenění

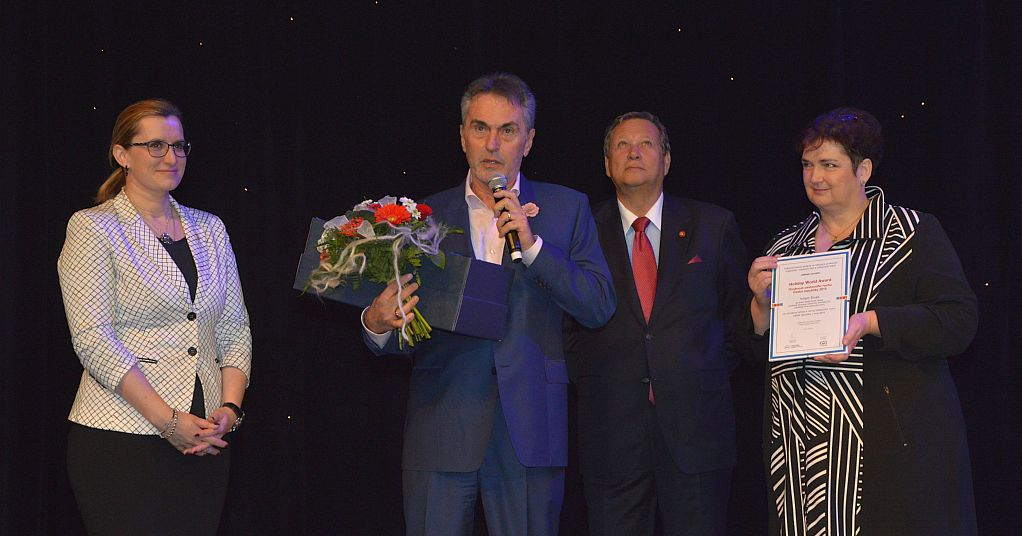
Viliam Sivek – osobnost CR 2015 (Foto: -pmu-)

- Medaile od prezidenta ČR za zásluhy I. stupně (2016) Seznam osobností vyznamenaných 28. října 2016
- Držitel titulu Gentleman PRO udělovaný významným mužům za jejich celoživotní postoj a dílo (2013)[11]
- Několikanásobný Manažer odvětví cestovního ruchu ČR (2005, 2006, 2007, 2009)
- Držitel titulu Podnikatel roku ČR (2005)[12]
- Držitel ceny Manažer roku ČR (2005, 2006, 2007, 2008)
- Držitel mimořádné ceny NFHR ČR za vytváření dobré pověsti hotelového průmyslu (2003)
- Držitel ocenění Hoteliér roku ČR (2005)
- Držitel ceny JUDr. Vladimíra Štětiny za dlouholetý přínos českému hotelnictví a gastronomii (2009)
- Držitel ceny Osobnost cestovního ruchu ČR – Holiday World Award za významný přínos k rozvoji cestovního ruchu (2005, 2015)[13]
- Držitel mezinárodního řádu Křižovníků s červeným srdcem za vynikající služby v oblasti humanity a křesťanství (2014)
- Držitel ceny Exportér roku ČR 2001 – 2002
- Držitel ceny Vizionáři ČR (2011)
- 8násobný držitel ceny Czech 100 Best
- Jako první podnikatel v cestovním ruchu byl uveden do Síně slávy cestovního ruchu (2011)